# Albert-Schweitzer-Schule Lehrte
Die Albert-Schweitzer-Schule Lehrte, kurz ASS-Lehrte, ist eine Grundschule mit offener Ganztagsschule in Lehrte. Sie wurde am 22. September 1955 als Volksschule gegründet und ist 1969 nach dem Friedensnobelpreisträger Albert Schweitzer benannt worden.

## Allgemeines
Die vier- bis fünfzügige Grundschule befindet sich in der Nähe des Lehrter Wasserturms gegenüber vom Gymnasium Lehrte und unterrichtet Kinder von der ersten bis zur vierten Jahrgangsstufe.

## Geschichte

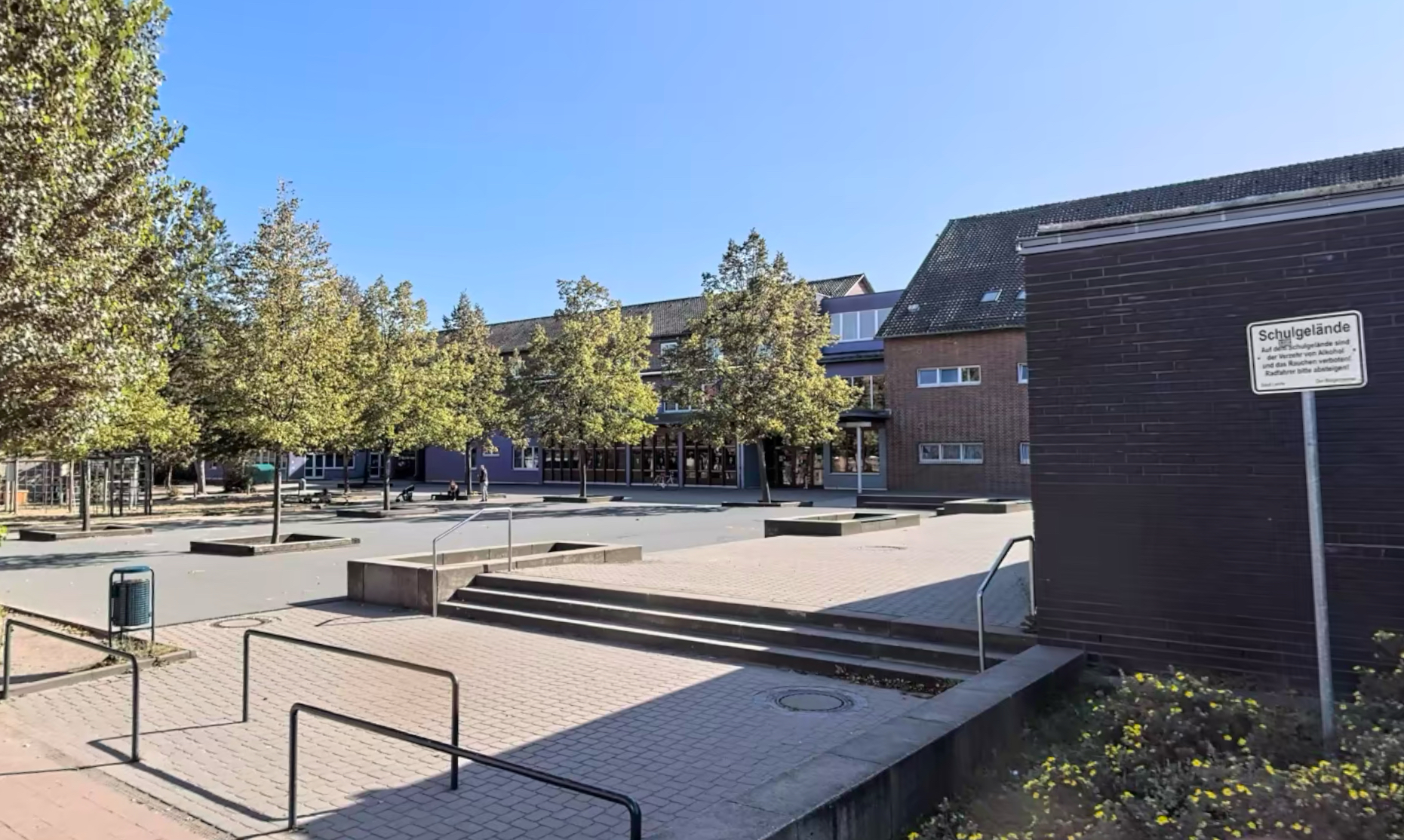
Schulhof der ASS Lehrte, rechts die Mensa, Blick von der Friedrichstraße

Gegründet wurde die Schule 1955 mit den Jahrgangsstufen von Klasse 1 bis 9 als Volksschule IV. 1956 wurde die Schule eingeweiht und 1966 ein Neubau fertiggestellt. 1969 erhielt die Schule den Namen Albert-Schweitzer-Schule. Sie war nun eine Hauptschule mit den Klassen 1 bis 7.
Seit 1974 ist sie eine Grundschule. Von 1993 bis 1995 erfolgte ein Neubau. 2001 wurde ein Kooperationsverbund für Hochbegabte eingeführt. Die Schule startete 2007 eine Kooperation mit der Musikschule Ostkreis Hannover. Bei einem Umbau fand 2008/09 der Anbau einer Mensa und im Dachgeschoss der Neubau von vier Klassenzimmern statt. Der offene Ganztagsbetrieb wurde 2011/12 eingeführt.